# Élections générales boliviennes de 2005
Les élections générales boliviennes de 2005 ont eu lieu de manière anticipée le 18 décembre 2005. Le scrutin était initialement prévu en 2007.
Les deux principaux candidats à la présidence étaient Evo Morales, du Mouvement vers le socialisme, et de Jorge Quiroga Ramírez, dirigeant du Pouvoir démocratique et social (PODEMOS) et ex-dirigeant de l'Action démocratique nationaliste (ADN; Acción Democrática Nacionalista). Evo Morales, investi le 22 janvier 2006, a été élu pour un mandat de cinq ans.

## Forces en présence
| Parti | Parti                                                                               | Idéologie                                                                     | Candidats et colistiers                                  | Résultat en 2002                        |
| ----- | ----------------------------------------------------------------------------------- | ----------------------------------------------------------------------------- | -------------------------------------------------------- | --------------------------------------- |
|       | Mouvement vers le socialisme Movimiento al Socialismo (MAS)                         | Gauche Socialisme du XXIe siècle, bolivarisme, plurinationalisme, indigénisme | Evo Morales Álvaro García Linera                         | 20,9 % des voix 27 députés 8 sénateurs  |
|       | Pouvoir démocratique social Poder Democrático Social                                | Centre droite                                                                 | Jorge Quiroga María Renée de los Ángeles                 | Nouveau                                 |
|       | Front d'unité nationale Frente de Unidad Nacional                                   | Droite Libéralisme économique, conservatisme sociétal, fédéralisme            | Samuel Doria Medina Carlos Fernando Dabdoub Arrien       | Nouveau                                 |
|       | Mouvement nationaliste révolutionnaire Movimiento Nacionalista Revolucionario (MNR) | Droite                                                                        | Michiaki Nagatani Morishita Guillermo Bedregal Gutiérrez | 22,5 % des voix 36 députés 11 sénateurs |

## Résultats définitifs
Source : Cour nationale électorale de Bolivie
| Candidat à la présidence              | Candidat à la vice-présidence             | Parti   | Voix      | %         |
| ------------------------------------- | ----------------------------------------- | ------- | --------- | --------- |
| Juan Evo Morales Ayma                 | Álvaro García Linera                      | MAS     | 1 544 374 | 53,74 %   |
| Jorge Fernando "Tuto" Quiroga Ramírez | María Renée de los Ángeles Duchén Cuéllar | PODEMOS | 821 745   | 28,59 %   |
| Samuel Jorge Doria Medina Auza        | Carlos Fernando Dabdoub Arrien            | UN      | 224 090   | 7,80 %    |
| Michiaki Nagatani Morishita           | Guillermo Luis Bedregal Gutiérrez         | MNR     | 185 859   | 6,47 %    |
| Felipe Quispe Huanca                  | Camila Choqueticlla                       | MIP     | 61 948    | 2,16 %    |
| Gildo Angulo Cabrera                  | Gonzalo José Silvestre Quiroga Soria      | NFR     | 19 667    | 0,68 %    |
| Eliceo Rodríguez Pari                 | Rodolfo Antonio Flores Morelli            | Frepab  | 8 737     | 0,30 %    |
| Néstor García Rojas                   | Teodomiro Rengel Huanca                   | USTB    | 7 381     | 0,26 %    |
| Suffrages exprimés                    |                                           |         | 2 185 960 | 100 %     |
| Votes nuls                            |                                           |         | 103 960   | 3,36 %    |
| Votes blancs                          |                                           |         | 122 879   | 3,97 %    |
| Votants                               |                                           |         | 3 091 707 | 100 %     |
| Inscrits                              |                                           |         | 3 670 995 | 3 670 995 |

Moins de la moitié des Boliviens en âge de voter sont inscrits sur les listes électorales.
La formation d'Evo Morales, a également obtenu la majorité à la Chambre des députés, élu dans un mode de scrutin complexe, combinant deux modalités de désignation des députés.
Le MAS a obtenu 72 députés sur les 130 sièges à pourvoir. La droite dirigée par l'ancien président Jorge Quiroga disposera de 43 députés. Les centristes du chef d'entreprise Samuel Doria Medina ont obtenu 8 députés, tandis que le Mouvement nationaliste révolutionnaire (MNR, centre droit) disposera de 7 sièges.
En revanche, le MAS d'Evo Morales sera minoritaire au Sénat. La droite a obtenu 13 sièges de sénateurs, le MAS 12, les centristes et le MNR un chacun, ce qui contraindra le MAS à nouer des alliances s'il veut disposer deux tiers des voix nécessaires pour des réformes constitutionnelles. Le vice-président, le sociologue Álvaro García Linera devient automatiquement le président du Congrès (réunion des deux chambres).
| Parti                                        | Élus à la Chambre | Élus au Sénat |
| -------------------------------------------- | ----------------- | ------------- |
| Mouvement pour le socialisme (MAS)           | 72                | 12            |
| Pouvoir démocratique social (PODEMOS)        | 43                | 13            |
| Front de l'unité nationale (FUN)             | 8                 | 1             |
| Mouvement nationaliste révolutionnaire (MNR) | 7                 | 1             |
| Autres                                       | 0                 | 0             |

## Commentaires
La candidature d'Evo Morales est confrontée à l'hostilité de la majorité des médias. Au cours de la campagne, il est parfois décrit comme un « narco-cocalero », « instrument de Chavez et de Castro » et « ami des FARC ». 
Rapidement après le scrutin, les premiers sondages ont enregistré une nette avance d'Evo Morales sur les autres candidats. Les résultats confirment cette avance ; il obtient la majorité des voix dès le premier tour, ce qui le dispense d'un second tour. Au second tour, c'est le congrès qui désigne le président.
Evo Morales a dit qu'il est le premier amérindien à remporter l'élection présidentielle depuis la création de la Bolivie. Proche des idées d'Hugo Chávez et de Fidel Castro, il est la « bête noire » du gouvernement des États-Unis. Car il veut notamment protéger la culture de la coca, ce que le gouvernement américain n'accepte pas car cette plante entre dans la composition de la cocaïne. Evo Morales a rapidement insisté sur le fait qu'il fera de la lutte contre la drogue un axe important de sa politique, mais que cela ne passe pas par la disparition de la culture de la coca.
La Bolivie est donc un nouveau pays de gauche en Amérique du Sud, avec :
- Luíz Inácio da Silva, dit Lula, pour le Brésil ;
- Hugo Chávez pour le Venezuela ;
- Tabaré Vázquez, pour l'Uruguay ;
- Michelle Bachelet, pour le Chili.